# بينجامين إيدوين
بينجامين إيدوين، بن باسكال (بالإنجليزية: Ben Paschal)،(13 أكتوبر 1895 – 10 نوفمبر 1974) لاعب بيسبول دفاع خارجي أمريكي لعب لثمانية دورات ضمن دوري كرة القاعدة الرئيسي في الفنرة ما بين 1915 إلى 1929, ضمن فريق نيويورك يانكيز .

## روابط خارجية
- بينجامين إيدوين على موقعبيزبول رفرنس.كوم (الدوري الرئيسي) (الإنجليزية)
- بينجامين إيدوين على موقعبيزبول رفرنس.كوم (الدوري الثانوي) (الإنجليزية)
- بينجامين إيدوين على موقع جمعية أبحاث البيسبول الأمريكية (الإنجليزية)